# Буш, Джеффри
Джеффри Буш (англ. Geoffrey Bush; 23 марта 1920, Лондон — 24 февраля 1998, Лондон) — британский композитор. Сын автора детективных романов Чарли К. Буша, отец кинорежиссёра Пола Буша.
С восьмилетнего возраста пел в хоре мальчиков Солсберийского собора, учился музыке у Джона Айрленда, затем в Колледже Лансинг и наконец окончил Баллиол-колледж, получив степень бакалавра музыки в 1940 году. Как убеждённый пацифист, отказался от военной службы по идейным соображениям и в 1941—1945 годах. находился на альтернативной службе в городе Тредегар как помощник смотрителя в приюте. Затем вернулся в Оксфорд и получил степень доктора музыки (1946) и магистра классической филологии (1947). В 1946-1947 годах был органистом церкви св. Луки в Лондоне. В 1949 году выиграл конкурс Королевского филармонического общества с увертюрой для оркестра «Йорик». До конца жизни преподавал в Оксфорде и в Лондоне, специалист преимущественно в области истории английской музыки, особенно большое внимание уделял изучению творчества У. С. Беннета, других авторов викторианской эпохи. С 1969 года был профессором Кингс-колледжа в Лондоне.
Автор опер «Испанские соперники» (англ. The Spanish Rivals; 1948, поставлена в театре марионеток), «Дочь слепого нищего» (англ. The Blind Beggar's Daughter; 1954, для детей), «А подходит ли шляпа?» (англ. If the Cap Fits; 1957, одноактная, по пьесе Мольера «Смешные жеманницы»), «Уравнение» (англ. The Equation; 1967, по Джону Дринкуотеру), «Преступление лорда Артура Сэвила» (англ. Lord Arthur Savile’s Crime; 1972, по О. Уайльду), «Бесплодные усилия любви» (по одноимённой комедии Шекспира, 1988, не поставлена). Написал также две симфонии (1954, 1957) и «Музыку для оркестра» (1967), ряд камерных сочинений, особенно с участием духовых инструментов (в том числе Рапсодия для кларнета и струнных (1940), Трио для гобоя, фагота и фортепиано, 1952 и «Паваны и гальярды» для духового квинтета, 1982), многочисленные хоровые сочинения. Считается также заметным мастером вокального жанра: цикл «Греческие любовные песни» (англ. Greek Love Songs, на слова Мелеагра), романсы на стихи Чосера, Джорджа Гаскойна, Роберта Геррика, Бена Джонсона и т. д.
Опубликовал книги «Музыкальное произведение и слушатель» (англ. Musical Creation and the Listener; 1954, 2-е издание 1967) и «Слева, справа и в центре: Размышления о композиторах и композиции» (англ. Left, Right and Centre: Reflections on Composers and Composing, 1983), сборник воспоминаний «Образование без сентиментов» (англ. An Unsentimental Education; 1990). В соавторстве с Эдмундом Криспином написал известный детективный рассказ «Кто убил Бейкера?».